# Вяжновка
Вяжновка — деревня в Красногорском районе Брянской области России. Входит в состав Макаричского сельского поселения.

## География
Деревня находится в западной части Брянской области, в зоне хвойно-широколиственных лесов, в пределах восточной окраины Полесской низменности, на правом берегу реки Олешни, при автодороге 15К-1511, на расстоянии примерно 15 километров (по прямой) к северо-востоку от посёлка городского типа Красная Гора, административного центра района. Абсолютная высота — 145 метров над уровнем моря.

### Климат
Климат характеризуется как умеренно континентальный. Среднегодовая многолетняя температура воздуха составляет 10 °С. Средняя температура воздуха самого тёплого месяца (июля) — 23,9 °C (абсолютный максимум — 32 °C); самого холодного (января) — −3,8 °C (абсолютный минимум — −25 °C). Безморозный период длится в среднем 170—190 дней. Среднегодовое количество атмосферных осадков составляет 550—600 мм.

### Часовой пояс
Деревня Вяжновка, как и вся Брянская область, находится в часовой зоне МСК (московское время). Смещение применяемого времени относительно UTC составляет +3:00.

## История
Упоминается с первой половины XVIII века как владение Березовских; позднее - Гудовичей, Баратовых (казачьего населения не имела). До 1781 входила в Новоместскую сотню Стародубского полка; с 1782 по 1921 в Суражском уезде (с 1861 - в составе 3аборской волости); в 1921-1929 в Клинцовском уезде (3аборская волость). В середине XX века - колхоз "13-й Октябрь". С 1919 до 1930-х годов - центр Вяжновского сельсовета, затем до 2005 в Медведевском сельсовете. 

## Население
| 2010 | 2013 |
| ---- | ---- |
| 53   | ↘39  |

### Национальный состав
1350 человек (1901), в национальной структуре населения русские составляли 99 % из 99 человек (2002).